# Pilo Peristeri
Pilo Peristeri, (ur. 10 grudnia 1909 w Korczy, zm. 5 sierpnia 2009 w Tiranie) – albański działacz komunistyczny. 

## Życiorys
Pochodził z ubogiej rodziny, pracował w Korczy jako blacharz. Od 1932 związany z ruchem komunistycznym, działał w tzw. grupie korczańskiej. W listopadzie 1941 należał do grona założycieli Komunistycznej Partii Albanii. W tym środowisku należał do grupy działaczy, którzy nie posiadali żadnego wykształcenia (poza ukończoną szkołą powszechną) i nie znali nawet podstaw marksizmu. W tym czasie objął funkcję komisarza politycznego jednego z oddziałów partyzanckich. Po przejęciu władzy przez komunistów zwolniony z wojska działał w centralnym aparacie partyjnym KPA, a następnie Albańskiej Partii Pracy. W latach 1951–1958 pełnił funkcję przewodniczącego Rady Generalnej albańskich związków zawodowych (Bashkimi Sindikal i Shqipërisë). W latach 1950–1990 zasiadał w albańskim parlamencie, pełniąc w latach 1956-1966 funkcję wiceprzewodniczącego prezydium. W latach 1966–1978 był dyrektorem Zakładów Mechanicznych im. Envera Hodży w Tiranie. W latach 1979–1991 pełnił funkcję wiceprzewodniczącego Frontu Demokratycznego, największej masowej organizacji działającej w tym czasie w Albanii.
W latach 1948–1991 zasiadał w Komitecie Centralnym Albańskiej Partii Pracy, a w latach 1952-1981 był kandydatem na członka Biura Politycznego partii. Był jedynym z grona założycieli Komunistycznej Partii Albanii, który przeżył upadek komunizmu w Albanii.

## Publikacje
- 1956: Fjala e mbajtur në kongresin III. të Partisë së punës së Shqipërisë
- 1971: Përsosja e metejshme e organizimit të punës ne industrinë mekanike - kusht themelor për zhvillimin e saj.